# فرانتس ورانیتسکی
فرانتس ورانیتسکی (آلمانی: Franz Vranitzky؛ زادهٔ ۴ اکتبر ۱۹۳۷) یک سیاست‌مدار اهل اتریش است. ورانیتسکی در حال حاضر ۸۲ سال دارد.
او یکی از اعضای حزب سوسیال دموکرات اتریش (SPÖ) واز سال ۱۹۸۶ تا ۱۹۹۷ صدراعظم اتریش بوده‌است.وی پس از فرد زینواتس به این سمت رسید.